# Ювенільні води

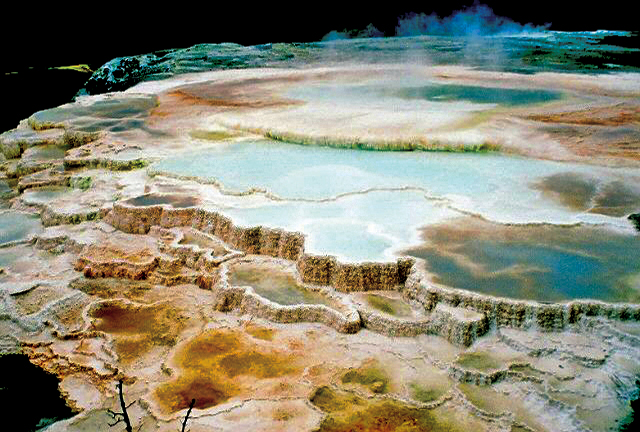
Ювенільні води

Ювен́ільні во́ди (лат. juvenilis — юний) — чисті магматичні глибинні води, своїм походженням пов'язані з процесом охолодження магматичних осередків. Вони утворюються з кисню та водню, що виділяються з магми, і вперше вступають у колообіг води в природі.
У гідрології воду, яка утворилася з магми і ще не брала участі в загальному кругообігу води, називають ювенільною.
Термін запропонував 1902 року австрійський геолог Едуард Зюсс (1831 — 1914).
Механізм утворення Ю.в. включає синтез дисоційованих атомів Н+ та О- і конденсацію магматогенних флюїдів.  Характеризуються підвищеним вмістом вуглекислоти, гелію та водню. В чистому вигляді Ю.в. на земну поверхню не витікають. При наближенні до земної поверхні ювенільні води змішуються з водами іншого походження. В кількості до 4% вони присутні у водах областей сучасного вулканізму і тектонічно активізованих глибинних розломів. Окрім специфічного ізотопного складу, який є основним генетичним показником Ю.в., ці води мають і своєрідний хім. склад. На думку більшості дослідників, вони відрізняються підвищеною мінералізацією. Деякі гідрогеологи вважають, що Ю.в. “стерильні” в плані хімічних елементів.
Гази, що прориваються догори від магматичного басейну, містять водяну пару. Поблизу земної поверхні ці води змішуються з інфільтраційними чи конденсаційними водами, тому ювенільні води поблизу земної поверхні невідомі.